# چاخماق‌تپه
چاخماق تپه مربوط به هزاره ۶ تا ۴ قبل از میلاد است و در شهرستان مراغه، بخش مرکزی، دهستان سراجوی شمالی، روستای موغانچی واقع شده و این اثر در تاریخ ۲۵ آبان ۱۳۸۷ با شمارهٔ ثبت ۲۳۶۲۴ به‌عنوان یکی از آثار ملی ایران به ثبت رسیده است.